# السعي الأسطوري
السعي الأسطوري (بالإنجليزية: Mythic Quest)‏ هو مسلسل تلفزيوني كوميدي أمريكي تم إنشاؤه بواسطة تشارلي داي وميغان جانز وروب ماكيلهيني لصالح أبل تي في +.تم عرض المسلسل لأول مرة في 7 فبراير 2020، ويتبع استوديو ألعاب فيديو خيالي ينتج لعبة شهيرة تسمى السعي الأسطوري.
جددت أبل تي في +.المسلسل لموسم ثانٍ في 18 يناير 2020، قبل العرض الأول للموسم الأول. تم إصدار حلقة خاصة بعنوان «الحجر» في 22 مايو 2020، مع إطلاق الحلقة الخاصة الثانية «افيرلايت» في 16 أبريل 2021، قبل العرض الأول للموسم الثاني. تم عرض الموسم الثاني لأول مرة في 7 مايو 2021. في أكتوبر 2021، تم تجديد المسلسل للموسم الثالث والرابع.